# Maria Du Zhao
Św. Maria Du Zhao (chiń. 婦杜趙瑪利) (ur. 1849 w Qifengzhuang, Hebei w Chinach – zm. 28 czerwca 1900 r. w Wangjiatian, Hebei) – święta Kościoła katolickiego, męczennica.
Maria Du Zhao urodziła się we wsi Qifengzhuang w powiecie Shen, prowincja Hebei w rodzinie chrześcijańskiej. W wieku 18 lat wyszła za mąż zgodnie z wolą rodziców za Du Taiyuan ze wsi Dujiatun.
Podczas powstania bokserów w Chinach doszło do prześladowania chrześcijan. Maria Du Zhao została schwytana przez bokserów, którzy zagrozili jej śmiercią jeżeli nie wyprze się wiary. Ona odmówiła i w związku z tym została zabita.
Dzień jej wspomnienia to 9 lipca (w grupie 120 męczenników chińskich).
Została beatyfikowana 17 kwietnia 1955 r. przez Piusa XII w grupie Leon Mangin i 55 Towarzyszy. Kanonizowana w grupie 120 męczenników chińskich 1 października 2000 r. przez Jana Pawła II.